# Новий Кропивник
Нови́й Кропи́вник (англ. Novyi Kropyvnyk) — село в Східницькій селищній громаді, Дрогобицького району, Львівської області.

## Пам'ятки
Мурована Миколаївська церква (1695 рік) з дерев'яною дзвіницею (1821 р.) — пам'ятка архітектури державного значення. Церква належить до Украї́нської Гре́ко-Католи́цької Це́ркви (УГКЦ).
9 березня 2014 року в селі відкрито пам'ятник Тарасові Шевченку.
Новокропивницький НВК І-ІІІ ст. (1905 рік). — У XVII ст. в селі школи не було. Десь наприкінці XVIII ст. — на початку XIX ст. навчати дітей грамоти і релігії почав дяк. Навчав у себе в хаті, або у якійсь чужій. За навчання дякові треба було платити. У 1905 році громада побудувала шкільне приміщення з двома класними кімнатами і трьома кімнатами для вчителя. В школі працювали священик і одна вчителька (Юстова).
Кількість дітей в школі збільшувалась. Не вистачало приміщень. Громада знову вирішила будувати школу. У 1928 році добудували приміщення на два класи і дві кімнати для вчителів. Відтоді в селі була чотирикласна школа. На той час вчителювала сім'я Станкевичів. Велику увагу приділялося вивченню релігії. Навчання велося польською мовою, окрім релігії і руської мови. Не всі учні мали підручники, зошити. Відсутніми були і наочні матеріали.
Пізніше вчителювали Германовська, Вербіцька.
Найдовше працювала сім'я Голубовських- з 1933 по 1943 р.
Після "золотого вересня" 1939 р. навчанням було охоплено всіх дітей шкільного віку. Розпочато роботу з ліквідації неписьменності серед дорослого населення. 
Почалась Радянсько-німецька війна. Під час німецької окупації школа працювала з перервами. Вчителювали Голубовські та Плоскодняк Софія Павлівна (уродженка села Новий Кропивник).
8 серпня 1944 р. село зайняла радянська влада. Вже з вересня почала працювати школа. Директором її був Сухар С. М. Першими вчителями були вчителі- фронтовики Сухар С. М., Батова Г. М., Сухар Л. М., Макеєв В. А., Макеєва М. І. та інші.
До 1958 р. у селі існувала десятирічка. Навчались діти  різних сіл. Для них було створено інтернат. Її перший випуск був у 1953 р. З 1959 р. існує  восьмирічна школа. За той час багато змінилося в школі. Значно зросла матеріальна база.
Було замінено старі парти новими, обладнано фізичний кабінет, шкільну майстерню. З кожним роком класи — кабінети поповнюються наочністю та технічними засобами навчання. Значно покращилась матеріальна база для І-ІІІ кл. з трудового навчання.
Зросла педагогічна майстерність вчителів. Школа пишається вчителями, які розпочали свою педагогічну діяльність в ній і надалі продовжували працювати.
24 листопада 1990 року громада села святкувала 85-ту річницю заснування місцевої школи, відбулася зустріч з вчителями, які працювали у школі: Хом'як Марією Мик.- вчителем української мови і літератури (лікар-логопед), Мацієвською Наталією Володимирівною — вчитель історії (голова с/ради смт. Східниця), Возняком Володимиром Йосиповичем — вч. фізики (вчитель ПВП Стебницької СШ № 18), Решетар Михайлом Івановичем і Марією Володимирівною — вчителем фізичного виховання і вчителем географії (директор школи і вчитель географії Східницької СШ № 2), Свищ Богданом Касіоновичем — вчителем  біології і хімії (тепер — голова сільської ради — с. Новий Кропивник). Запрошені Лісовець Д. О. — зональний інспектор, Драб О. Я. — методист.
2001 року в селі почато будівництво школи на місці розібраної, що згоріла. Директор школи О. Савчин разом із депутатами сільради збирали пожертви на будівництво школи. За ці кошти, а також за спонсорську допомогу вихідця із села, Мищатина Леоніда Йосиповича, директора долотного заводу, закладено фундамент школи.
У будівництві школи допомогу надала австрійська громада. Дрогобицька державна адміністрація та районний відділ освіти допомогли коштами у завершенні  будівництва школи, і у 2004 році першого вересня нова школа відкрила двері для учнів.
Цього ж року було відкрито старші класи середньої школи.
Вчителька Савчин Ольга Іванівна внесла вагомий внесок у розвиток учнів молодших класів. Віддана педагог, яка залишила слід у серцях учнів.Вона була відданою педагогом, яка не тільки передавала знання, але й залишала незабутні враження у своїх учнів.
Ольга Іванівна була відома своїм талантом знайти спільну мову з будь-яким учнем.
З 2013 року функціонує дошкільна група, і навчальний заклад перейменовано на навчально-виховний комплекс.

## Відомі люди
- Фолис Йосип (1862—1917) — галицький громадський і політичний діяч, греко-католицький священик.